# ليفاميزول
ليفاميزول أو ليفاميسول LEVAMISOLE تسويقه تحت الاسم التجاري  'Ergamisol' ، هو دواء يستخدم لعلاج التهابات دودة طفيلية ويستخدم كمعدل مناعي. وفي الآونة الأخيرة، قد تمت دراسة الليفاميزول بالاشتراك مع أشكال أخرى من العلاج الكيميائي لعلاج سرطان القولون، سرطان الجلد، و سرطان الرأس والعنق. لا يزال الليفاميزول في الطب البيطري استخدامه كقاعدة التخلص من الديدان للماشية.مرشح قوي للتجارب كعلاج وقائي لمرض فيروس كورونا 2019 (اختصارًا كوفيد-19).
تم سحب الليفاميزول من الأسواق الأميركية والكندية في 1999 و 2003 على التوالي، وذلك بسبب مخاطر الآثار الجانبية الخطيرة وتوافر استبدال الأدوية الأكثر فعالية.
عبارة عن طارد للطفيليات الداخلية ويعطى عن طريق الفم وهذه المادة لها فاعلية عالية وهي أقل درجة سميه ويمكن وصفها بطارد الطفيليات والديدان الداخلية.
تم اكتشافه في 1966 في بلجيكا من قبل يانسن للصناعات الدوائية، حيث تم إعداده في البداية في شكل راسيمات يسمى تتراميزول. تم تخليق اثنين إيسوميرات فراغية من تتراميزول في وقت لاحق،

## الاستخدام الطبي
يعمل على ارتخاء في أعصاب الطفيليات وهو يعمل على الجهاز العصبي للديدان الدائرية، ولا يقضي على البيض, له مجال واسع في القضاء على الطفيليات وهو آمن وليس له أعراض جانبية إذا تم التقيد في الجرعة المعطاة.كذلك يعمل كمنشط لجهاز المناعة الطبيعي في الجسم، حيث عندما يعطى مع التطعيم يعمل على زيادة الأجسام المضادة في الجسم. يستخدم عاده في حالات الطفيليات الرئوية والمعوية.يتم امتصاصه من القنوات الهضمية والتخلص منة يتم بواسطة البول والبراز.
0,1 سم3 لكل كغم من وزن الطير ( 3 سم3 لكل لتر ماء ) لمدة يوم واحد فقط ويعاد بعد 15 يوم.